# Bahnhof Zofingen
Der Bahnhof Zofingen ist der Bahnhof von Zofingen im Kanton Aargau. Er wird von den Schweizerischen Bundesbahnen betrieben, liegt an der Bahnstrecke Olten–Luzern und ist der westliche Endpunkt der Bahnstrecke Zofingen–Wettingen. Ausserdem werden mit einer Verbindungskurve in der nördlichen Nachbargemeinde Oftringen die Bahnstrecke Olten–Bern und die Neubaustrecke Mattstetten–Rothrist angebunden. Das Empfangsgebäude des im Jahr 1856 eröffneten Bahnhofs steht als Kulturgut von regionaler Bedeutung unter Denkmalschutz.

## Betrieb
Stündlich verkehren InterRegio-Züge auf der Strecke  Basel SBB – Olten – Luzern , alternierend mit stündlich verkehrenden InterRegios von Bern über Zofingen nach Luzern. Das Angebot auf der Hauptstrecke wird durch RegioExpress-Züge zwischen Olten und Luzern ergänzt. Den Regionalverkehr mit Halt an allen Bahnhöfen übernimmt die Linie S29  Sursee – Zofingen – Olten – Aarau – Wildegg – Brugg – Turgi  der S-Bahn Aargau. Auf der Nebenstrecke  Zofingen – Lenzburg  verkehrt die Linie S28 der S-Bahn Aargau. Ein Nachtzug verkehrt am Wochenende von Zofingen nach Luzern sowie Olten.
Folgende Linien sind in Betrieb:
- 15 Genève-Aéroport – Lausanne – Bern – Luzern
- 27 Basel SBB – Olten – Luzern
- 24 Luzern – Sursee – Olten
- S 28 Zofingen – Lenzburg
- S 29 Sursee – Zofingen – Olten – Aarau – Wildegg – Brugg – Turgi
- 1 Bahnhof Olten – Aarburg-Oftringen – Bahnhof Zofingen – Brittnau-Wikon Bhf – Reiden – Dagmersellen – Bahnhof Sursee – Emmenbrücke – Bahnhof Luzern

### Nahverkehr
Der Bahnhof Zofingen ist ein bedeutender Knotenpunkt des regionalen Busverkehrs, der von der Gesellschaft Limmat Bus durchgeführt wird. Zehn Buslinien erschliessen die Stadt und angrenzende Gemeinden. Die Taktzeiten betragen 15 bis 60 Minuten, die Linie 611 zum Friedhof verkehrt nur sporadisch.
Folgende Linien sind im Betrieb
- 601 Aarburg – Oftringen – Zofingen Bahnhof – Schwimmbad
- 602  Zofingen Bahnhof – Industrie
- 603 Oftringen – Rothrist – Zofingen Bahnhof – Spitalgasse
- 604 Brittnau Wikon Bahnhof – Strengelbach – Zofingen Bahnhof – Tagblatt
- 605 Brittnau – Bahnhof Zofingen
- 606 Rothrist – Vordemwald – Strengelbach – Bahnhof Zofingen
- 608 St Urban Bahnhof – Altbüron – Roggliswil – Pfaffnau – Brittnau – Reiden
- 609 Zofingen Bahnhof – Wikon – Reiden Bahnhof – Richenthal
- 611 Zofingen Bahnhof – Bergli Friedhof – (-Heitereplatz)
- 613 Schöftland Bahnhof – Holziken – Bottenwil – Uerkheim – Mühlethal – Zofingen Bahnhof

### Nachtangebot
Der Bahnhof Zofingen ist an das Nachtnetz der Limmat Bus angebunden. Sie führt von Zofingen bis nach Olten sowie Aarau.
- N60 Olten Bahnhof – Aarburg – Rothrist – Oftringen – Zofingen Bahnhof – Strengelbach – Vordemwald
- N28 Zofingen Bahnhof – Oftringen – Safenwil – Kölliken – Entfelden – Suhr – Buchs AG – Aarau Bahnhof

## Geschichte

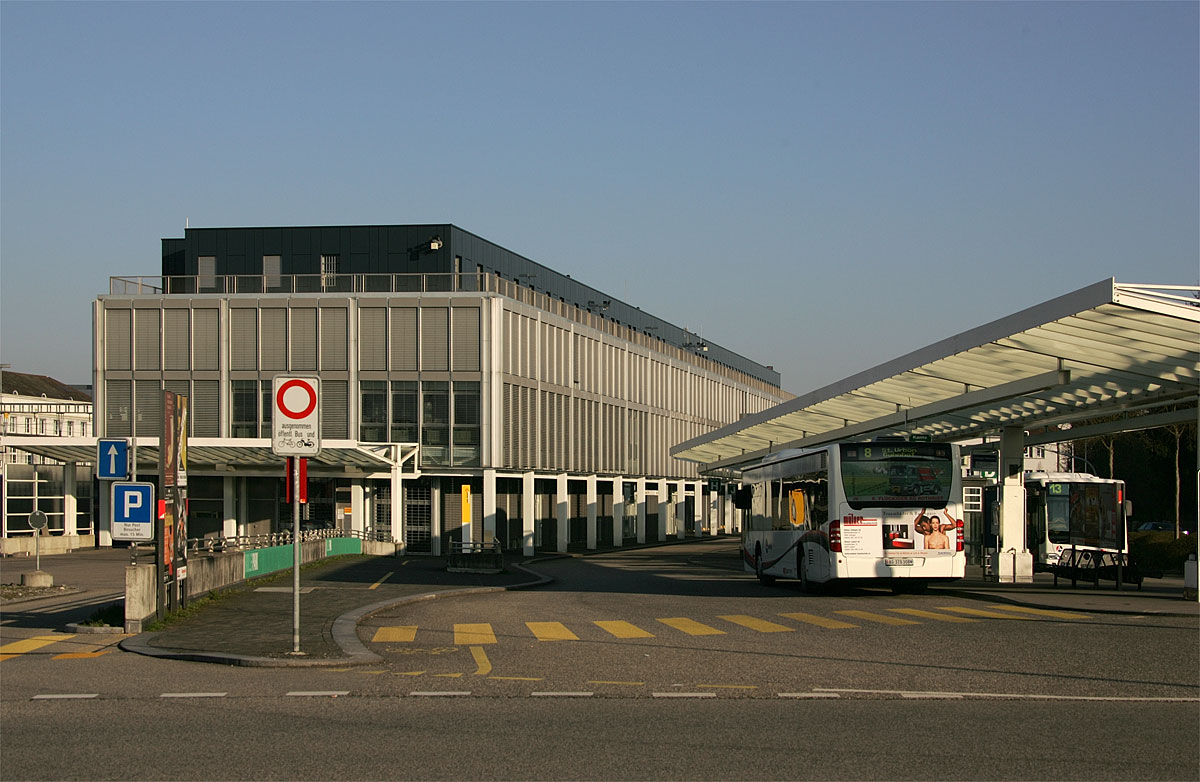
Busperron zwischen Bahnhof und Hauptpost

Als die Schweizerische Centralbahn (SCB) ab 1852 ihr Stammnetz plante, setzte sich Zofingen aktiv dafür ein, dass die Stadt der Knotenpunkt der Nord-Süd- und der Ost-West-Hauptlinien werden solle. Für die Verbindung zwischen Zürich und Bern schlugen die Stadtbehörden eine Streckenführung von Olten über Zofingen und Vordemwald nach Langenthal vor. Doch die SCB entschied sich für die direkte Route von Olten über Murgenthal entlang der Aare; statt Zofingen wurde somit Olten der zentrale Knotenpunkt. Die SCB eröffnete die Strecke Aarau–Olten–Zofingen–Emmenbrücke am 9. Juni 1856, die Verlängerungen nach Basel und Luzern folgten in den Jahren 1858 und 1859.

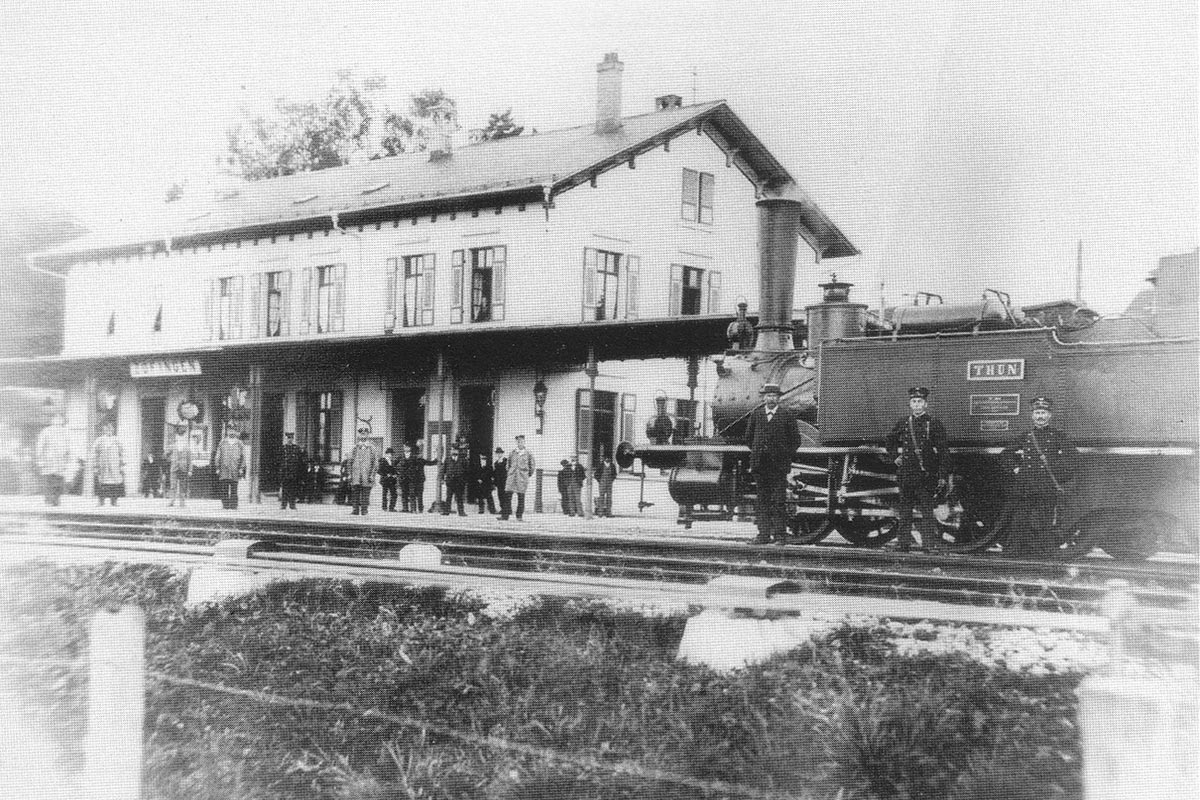
Der Bahnhof im Jahr 1856

Rund zwanzig Jahre später ergab sich für Zofingen doch noch die Möglichkeit, zu einem Bahnknotenpunkt aufzusteigen. Die Schweizerische Nationalbahn (SNB) plante eine «Volksbahn» vom Bodensee an den Genfersee, als Konkurrenz zu den «Herrenbahnen» SCB und NOB. Die Bahnstrecke Zofingen–Wettingen wurde am 6. September 1877 eröffnet. Geplant war eine weitere Etappe von Zofingen über Langenthal und Utzenstorf nach Lyss. Doch dazu kam es nicht mehr, denn bereits im Februar 1878 ging die SNB in Konkurs.
1902 übernahmen die SBB sämtliche SCB-Strecken und begannen einige Jahre später mit dem Ausbau der Hauptstrecken auf Doppelspur. Der Abschnitt Zofingen–Reiden war ab 1. Dezember 1909 doppelspurig befahrbar, der Abschnitt Zofingen–Aarburg-Oftringen ab 1. Mai 1911. Die Elektrifizierung der Strecke Olten–Zofingen–Luzern erfolgte am 23. Februar 1924. Auf der ehemaligen Strecke der Nationalbahn erfolgte die Elektrifizierung am 15. Juli 1946 zunächst bis Suhr–Aarau, am 17. Dezember 1946 auch bis Lenzburg.
Der grösste Nachteil des Bahnhofs Zofingen war seit jeher die fehlende direkte Verbindung in Richtung Bern. Im Fernverkehr musste in Olten umgestiegen werden, was einen ziemlichen Umweg zur Folge hatte. Nach Ausbruch des Zweiten Weltkriegs entstand von Februar bis September 1940 in Oftringen eine rund 600 Meter lange Verbindungskurve zwischen den Strecken Olten–Luzern und Olten–Bern. Im Falle einer Zerstörung des Bahnhofs Olten sollte sie rasch in Betrieb genommen werden können. Die eingleisige «Kriegsschlaufe» wurde in dieser Form nie befahren, da am westlichen Ende ein Prellbock lag und die vorhandene Weiche nicht angebunden worden war. Das Konzept Bahn 2000 sah unter anderem direkte Schnellzüge von Bern über Zofingen nach Luzern vor, wofür die «Kriegsschlaufe» reaktiviert werden musste. Die Bauarbeiten begannen im September 2003 und mit dem Fahrplanwechsel am 12. Dezember 2004 konnte die neue Verbindung in Betrieb genommen werden.